# Sclerophomella humuli
Sclerophomella humuli är en svampart som beskrevs av Syd. 1929. Sclerophomella humuli ingår i släktet Sclerophomella och familjen Leptosphaeriaceae.   Inga underarter finns listade i Catalogue of Life.